# Marcus Venerius Secundio
Marcus Venerius Secundio was een Romeins theaterproducent van theatervoorstellingen in het Grieks en het Latijn, en bewaarder van de Venustempel te Pompeï. Marcus was een voormalig slaaf, die zich na zijn vrijstelling toelegde op het organiseren van theatervoorstellingen. Dit is financieel een succes geweest, waardoor hij is geklommen op de sociale ladder en aanzien heeft vergaard. Marcus leefde in de 1e eeuw en is waarschijnlijk rondom het begin van de christelijke jaartelling geboren en slechts enkele jaren voor de uitbarsting van de Vesuvius in 79 overleden. Analyse van de stoffelijke resten doet vermoeden dat Marcus ongeveer 60 jaar oud is geworden. De ontdekking dat Marcus Griekse theatervoorstellingen organiseerde is onweerlegbaar bewijs dat het Oudgrieks een gangbare taal moet zijn geweest naast het Klassiek Latijn in het Oude Rome.

## Ontdekking
Marcus' skeletale resten zijn gevonden, begin augustus 2021, in een ruime graftombe, die half juli is ontdekt tijdens graafwerkzaamheden in de regio Porta Sarno in de antieke stad Pompeï. De plek waar de tombe is gevonden was op het moment van de ontdekking nog niet opengesteld voor het publiek. Directeur Gabriel Zuchtriegel wil uiteindelijk wel graag de locatie van de graftombe openstellen voor bezoekers. De opgravingen begonnen in juli 2021 onder leiding van professor prehistorie en archeologie Llorenç Alapont, verbonden aan de universiteit van Valencia. De stoffelijke resten van Marcus zijn begin augustus 2021 ontdekt door: Alapont en archeologe Luana Toniolo, in samenwerking met: antropologe Valeria Amoretti, verbonden aan het archeologische park Pompeï. Marcus' stoffelijke resten waren op het moment van ontdekking nog in goede staat. Een klein deel van de hoofdhuid is gemummificeerd, waardoor het witte hoofdhaar en de linkeroorschelp nog duidelijk zichtbaar zijn. Waarom een deel is gemummificeerd en of dit een gevolg is van een behandeling moet nog worden beantwoord middels nader onderzoek. De vondst van Marcus' stoffelijke resten is opmerkelijk daar het gebruikelijk was voor de Romeinen om hun doden te cremeren.

### Gedenkplaat
Op het fronton van de graftombe is een marmeren gedenkplaat bevestigd met daarin een tekst gehouwen in het Klassiek Latijn, opgesteld in het capitalis rustica dat kort beschrijft wie Marcus was en wat zijn bezigheden waren.
| MVENERIVSCOLONIAE LꟾBSECVNDIOAEDITVVS VENERIS · AVGVSTÁLISETMIN EÓRVM · HICSOLVSLV́DOSGRAÉCOS ETLATꟾNOSQVADRIDVODEDIT — Originele tekst (Klassiek Latijn) |

| MARCUS VENERIUS COLONIAE LIBERTUS SECUNDIO AEDITUUS VENERIS AUGUSTĀLIS ET MINISTER EŌRUM HIC SOLUS LŪDOS GRAÉCOS ET LATINOS QUADRIDUO DEDIT — Moderne spelling; zonder afkortingen |

| Marcus Venerius uit de kolonie, vrijgemaakte, Secundio, Venustempelbewaarder, Augustalis, en hun dienaar; gaf hier [in Pompeï], zelfstandig, toneel in het Grieks en het Latijn, voor vier dagen. — Nederlandse vertaling |

## Hypothese
Het archeologische team van de universiteit van Valencia hypothetiseerde dat Marcus mogelijk is geboren in het Oude Griekenland. Dit zou kunnen verklaren waarom hij theatervoorstellingen in het Grieks produceerde en organiseerde. Maar geeft ook de mogelijke verklaring waarom zijn stoffelijke resten niet zijn gecremeerd. De Grieken geloofden dat een leven in het hiernamaals enkel mogelijk was wanneer een lichaam werd begraven.